# Свети Георги (Пловдив)
Вижте пояснителната страница за други значения на Свети Георги.
„Свети Георги Победоносец“ е православна църква в град Пловдив, посветена на свети Георги. Църквата се намира в квартал „Мараша“, на ул. „Янко Сакъзов“ № 5. Църквата е също наричана Храм на националното достойнство поради това че е свързана с борбата за национално самосъзнание и за самостоятелна българска църква в средата на XIX век.

## История
Българският възрожденец Стоян Чалъков успява да издейства ферман за построяване на нов храм в Пловдив на място, където не е имало храм преди това. Дотогава османските административни власти са разрешавали строеж само на мястото на по-стари храмове. С негови средства, с дарения на неговите родственици, братята Салчо и Стоян Чомакови, а също и с помощта на видния български възрожденец Александър Екзарх през 1848 г. е осветен първият български храм в града. Тогава отваря врати и българското училище при църквата с първи учител дякон Иларион Хилендарец.
Тридесет години по-късно, църквата е разрушена случайно от руско оръдие по време на последните боеве за освобождението на Пловдив в началото на януари 1878 г.
През февруари 1881 г. църковно-училищното настоятелство, председателствано от известния учител и революционер Георги Крумов, взема решение за построяване на нова сграда на храма. Църковното настоятелство кани архитект Йосиф Шнитер да изготви архитектурен проект. Много скоро, през месец май същата година, той завършва проектантската работа и създава проект на първия следосвобожденски храм в града.
На 17 май 1881 г. тържествено е положен първият камък на новия пловдивски храм. За една година сградата била издигната до нивото на покривните конструкции. Tогава настоятелството получило крупни дарения от големия български благодетел Евлоги Георгиев – 600 златни франка и от митрополит Панарет Рашев от Букурещ – 300 златни франка. Към средата на 1883 г. строежът е завършен и старият иконостас е монтиран отново. Освещаването се извършва на Димитровден – 26 октомври 1883 г.
Една година след освещаване на храма, на 2 юни 1884 г., в него за пръв път след Освобождението е отслужена панихида в памет на Христо Ботев и загиналите за свободата на България. Произнесени са прочувствени слова за подвига на борците за свобода от видни политически дейци в Източна Румелия – Иван Стоянович и д-р Константин Стоилов.
На същата дата през 1885 г., няколко месеца преди Съединението, Ботевият празник отново започва с панихида. След пламенното слово на перущинския поборник Атанас Патев голямо народно шествие се насочва към тогавашния център на града – Градската градина.
Няколко месеца по-късно, на 6 септември, първите църковни камбани, които тържествено известяват за извършеното съединение на Княжество България с Източна Румелия, са камбаните на храма „Св. Георги“. Същите звучни и тържествени камбани обявяват още едно историческо събитие. На 16 юли 1906 г. те слагат край на църковно-националната борба в града.
Храмов празник – 6 май.

## Архитектура и украса
Сградата впечатлява с оригиналната си архитектура в класически стил. Архитектът Йосиф Шнитер бил добре запознат с постиженията на руския класицизъм от XIX в. и това повлияло на работата му. Той спазва възрожденската традиция на трикорабните псевдобазилики, но придава усещане за кръстокуполност във вътрешното пространство на наоса.
От запад издига емпория, а от изток завършва олтарното пространство с голяма, извисена до покрива апсида. Входовете от север и от юг оформя с представителни стълбища и портици в дорийски стил, които завършват с триъгълни фронтони. Между тях и над средния кораб изгражда купол с висок цилиндричен барабан и полусферично покритие. Десетте прозореца на купола, разделени външно с пиластри и оформени с полукръгли арки, позволяват на светлината да навлиза обилно в храма.
Над западния вход през 1903 г. е прибавена двуетажна камбанария, проектирана отново от арх. Йосиф Шнитер. Тя се носи от четири квадратни стълба, а горната част е оформена от отвори с полукръгли арки, отделени с пиластри в йонийски стил. Камбанарията завършва с купол в сложна форма с четири кръгли отвора, под които релефно е отбелязана годината на построяването ѝ.
Вътрешността на храма се украсява от стария, добре запазен и висок възрожденски иконостас, чиято резба е изпълнена в модерния за средата на XIX в. в нашите земи стил ампир. Най-забележителните сред големите олтарни икони, рисувани през 1845 г. и 1849 г. от зографа Никола Одринчанин. До тях са творбите на дебърския иконописец Иван Георгиев – Спаовски, работил в началото на XX в. в Пловдивско. Синът на Никола Одринчанин – Милтиади, също оставил своя творба – иконата „Св. Харалампий“. Стените на храма не са били изписани, с изключение свода на купола, където е изобразен Благославящият Иисус Христос.